# News et compagnie
News et compagnie était une émission de télévision présentée par Nathalie Levy et diffusée d'août 2014 à juillet 2019 sur BFM TV du lundi au jeudi de 21 h à 22 h.

## Description
L'émission offre une dynamique différente en matière de rendez-vous d’information. Retour sur les principaux faits d’actualité dans la voix d’une personnalité people, intellectuelle, politique ou encore sportive. Entourée de chroniqueurs et éditorialistes, Nathalie Levy décrypte l'actualité avec son invité sur un ton décalé placé sous le signe de la bonne humeur.

## Historique
L'émission est lancée en août 2014, en remplacement d'Info 360. Elle est présentée par Nathalie Levy entre 21 h et 22 h du lundi au jeudi. 
L'émission s'arrête en juillet 2019 et Nathalie Levy quitte BFM TV. Aurélie Casse reprend ainsi la tranche 21 h - 22 h à la rentrée.